# Hackås-Nisse
Albert Nilsson, född 3 april 1910 i Östersund, död 10 augusti 1982, som författare känd under pseudonymen Hackås-Nisse, var en hembygdsskildrare från Hackås i Jämtland. Hackås-Nisse intervjuade äldre personer i sin hembygd i Hackås och andra delar i Jämtland och gav ut ett tiotal böcker som skildrar folkliv i äldre tider i södra Jämtland.